# 海翁
海翁，又稱海鰍、海鰌，是臺灣民間傳說中的海怪，不僅身形巨大，還可以吐火、吞食船隻。

## 外表與能力
傳說中海翁是一隻巨大的魚，身長百里（50公里以上）、能從嘴裡吐出火焰、大到能夠吞噬船隻，當牠沉睡時，能夠在海面上停留百年以上，魚背上甚至會長出樹木，讓人誤以為是島嶼，甚至還在上面建立市街，直到其醒來之後，全部跟著海翁一起沉入水中。
此外，據說只要牠現身，就會引起大風。

## 其他傳說
臺灣各地都有流傳不同的海翁故事，如傳說中海翁曾在海中跟海龍纏鬥並被媽祖所救，所以每到媽祖聖誕，海翁便會前來朝拜、而澎湖也流傳著海翁向嬌小的丁香魚提親的故事和歌謠。

## 現代研究

### 原型
從海翁的身形和傳說來判斷，海翁的原型應該就是來自鯨魚，台語的「鯨魚」一詞，也是唸作「海翁（hái-ang）」。

### 信仰
因為傳說中鄭成功就是鯨魚（海翁）轉世，而臺灣原住民族中也有不少與鯨魚相關的神話與信仰（如阿美族、撒奇萊雅族、卑南族等），有人認為海翁原本才是台灣的海神信仰，只是在鄭氏滅亡後，在大量漢人來台開墾及官方有意扶植下，媽祖信仰逐漸取代了海翁。